# Wolfgang Zank
Wolfgang Zank (* 1952 in Hamburg) ist ein deutscher Wirtschafts- und Sozialhistoriker.
Er absolvierte ein Studium der Geschichte, Nationalökonomie und Soziologie an der Ruhr-Universität Bochum, legte sein Magisterexamen 1979 ab und wurde 1983 bei Dietmar Petzina zum Dr. phil. promoviert. Er war bis zu seiner Emeritierung außerplanmäßiger Professor am Department of Politics and Society in der Fakultät für Sozial- und Humanwissenschaften der Universität Aalborg. Er arbeitet als Journalist bei der Wirtschaftswoche und bei der Zeit.
Sein Schwerpunkt ist die deutsche Wirtschafts- und Sozialgeschichte des 20. Jahrhunderts.

## Schriften (Auswahl)
- Das rheinische Modell. Die Verbindung von Kapitalismus und sozialer Marktwirtschaft. Bonn 1999.
- The German melting-pot. Multiculturality in historical perspective. Macmillan Press, Houndmills, Basingstoke, Hampshire, London; St. Martin’s Press, New York, NY 1998.
- Wirtschaft und Arbeit in Ostdeutschland 1945–1949. Probleme des Wiederaufbaus in der Sowjetischen Besatzungszone Deutschlands (= Studien zur Zeitgeschichte. Bd. 31). Oldenbourg, München 1987.[1]